# لنی آبراهامسون
لئونارد "لنی" آبراهامسون (انگلیسی: Leonard "Lenny" Abrahamson؛ زادهٔ ۳۰ نوامبر ۱۹۶۶) کارگردان فیلم و فیلم‌نامه‌نویس اهل ایرلند است.

## گزیده فیلم‌شناسی
- آدام و پاول (۲۰۰۴)
- گاراژ (۲۰۰۷)
- فرانک (۲۰۱۴)
- اتاق (۲۰۱۵ بر اساس اتاق (رمان) نوشته اما داناهیو)

## جوایز و نامزدی‌ها
جایزه اسکار
- نامزدی جایزه اسکار بهترین کارگردانی – اتاق (۲۰۱۵)

جایزه فیلم و تلویزیون ایرلندی
- برنده بهترین کارگردانی برای فیلم – آدام و پاول (۲۰۰۴)
- برنده بهترین کارگردانی برای فیلم – گاراژ (۲۰۰۷)
- برنده بهترین کارگردانی برای فیلم – What Richard Did (۲۰۱۲)
- برنده بهترین کارگردانی برای فیلم تلویزیونی - Prosperity (۲۰۰۷)

جشنواره کن
- C.I.C.A.E. – گاراژ (۲۰۰۷)

جایزه ستلایت
- نامزدی بهترین کارگردانی – اتاق — (۲۰۱۵)